# Nienke Vinke
Nienke Vinke (Amersfoort, 22 giugno 2004) è una ciclista su strada e ciclocrossista olandese, che corre per il Team Picnic PostNL. Ha vinto la maglia bianca al Tour de France nel 2025.

## Palmarès

### Strada
- 2022 (Juniores)

Campionati olandesi, Cronometro junior
Campionati olandesi, Corsa in linea junior
Classifica generale Bizkaikoloreak

### Altri successi
- 2023 (Stade Rochelais Charente-Maritime)

Classifica giovani Thüringen Ladies Tour
- 2024 (Team DSM-Firmenich PostNL)

Classifica scalatori Tour de Normandie
Classifica giovani Tour Down Under
- 2025 (Team Picnic PostNL)

Classifica scalatori Vuelta a Extremadura
Classifica giovani Vuelta a Burgos femminile
Classifica giovani Tour de France femminile

## Piazzamenti

### Grandi Giri
- Giro d'Italia

2024: 43ª
- Tour de France
  - 2025: 19ª

- La Vuelta Femenina
- 2024: 34ª
- 2025: 9ª

### Classiche Monumento
- Trofeo Alfredo Binda

2025: 43ª
- Sanremo Women

2025: 52ª
- Freccia Vallone

2023: 34ª
2025: 8ª
- Liegi-Bastogne-Liegi

2024: 20ª
2025: 21ª

### Competizioni mondiali
- Campionati del mondo su strada

Lovanio 2021 - Gara in linea Junior: 42ª
Wollongong 2022 - Gara in linea Junior: 3ª
Wollongong 2022 - Cronometro Junior: 7ª

### Competizioni continentali
- Campionati europei su strada

Trento 2021 - Gara in linea Junior: 12ª
Anadia 2022 - Cronometro Junior: 5ª
Anadia 2022 - Gara in linea Junior: 5ª
Limburgo 2024 - Cronometro Under-23: 62ª
Limburgo 2024 - Cronometro Under-23: 6ª
- Campionati europei ciclocross

Col du VAM  2021 - Gara Junior: 3ª